# Monument a Cebrià Calvet
El Monument a Cebrià Calvet és una obra noucentista de Castellterçol (Moianès) inclosa a l'Inventari del Patrimoni Arquitectònic de Catalunya.

## Descripció
Monument amb pedestal de pedra de motllures simples ubicat en el xamfrà dels carrers Calvet i Sant Roc. El monument és a l'entrada del barri del Pedregar. Per damunt del sòcol de pedra treballada s'aixeca l'estàtua de marbre blanc de caràcter realista amb indumentària típica de principis de segle. La mà dreta es recolza damunt d'un bastó, mentre que l'esquerra està damunt d'un passamans de decoració vegetal.

## Història
El monument fou autoerigit l'any 1919 pel mateix Cebrià Calvet Jané (Barcelona 1855-1932). Està adossat al marge d'un camp de la seva propietat. En "Canuto" era fill d'un traginer barceloní. Es casà amb Antònia Picas, de Castellterçol, el dia 29 de març de 1873. L'origen de la seva fortuna fou el transport de materials per al ferrocarril de Barcelona a Vilanova. Dintre de la vila realitzà nombroses obres d'infraestructura i urbanística. Així mateix, potencià la incipient indústria turística de la vila.